# Believer (Chic)
| Recensione       | Giudizio |
| ---------------- | -------- |
| AllMusic         | [ 1 ]    |
| Robert Christgau | B+       |

Believer è il settimo album della band statunitense Chic, pubblicato il 14 novembre 1983 dalla Atlantic Records. Contiene il singolo Give Me the Lovin', che ha raggiunto la posizione 57 nella US R&B chart.
Tuttavia, il mancato raggiungimento dello sperato successo, ha portato allo scioglimento del gruppo e, sempre nel 1983, Nile Rodgers ha pubblicato il suo primo album da solista, Adventures in the Land of the Good Groove.

## Tracce
Tutti i brani sono stati scritti da Bernard Edwards e Nile Rodgers.

### Lato A
1. Believer – 5:06
2. You Are Beautiful – 4:34
3. Take a Closer Look – 4:38
4. Give Me the Lovin' – 4:52

### Lato B
1. Show Me Your Light – 3:52
2. You Got Some Love – 4:52
3. In Love with Music – 3:52
4. Party Everybody – 4:51